# Berthold Zilly
Berthold Karl Zilly (Danndorf, près de Wolfsburg, 1945) est un traducteur et enseignant allemand. Il est professeur honoraire de lettres à l’université de Brême et a été maître de conférence à l’Institut d’Amérique latine de l’université libre de Berlin. Berthold Zilly est l’un des brésilianistes les plus réputés d’Allemagne.

## Biographie
Berthold Zilly poursuivit des études de lettres romanes et obtint son diplôme avec un mémoire sur l’Avare de Molière. De 1974 à 2010, il enseigna le portugais brésilien et la littérature latino-américaine à l’université libre de Berlin, tout en donnant cours de façon intermittente en qualité de professeur invité dans des établissements d’enseignement supérieur au Brésil. En 2004, il fut nommé professeur honoraire à l’université de Brême.
Berthold Zilly est père de trois enfants. Sa sœur est la peintre Ulrike Zilly, et il est un descendant du syndicaliste et député au Reichstag Heinrich Becker. Il est membre du PEN club allemand.

## Hommages
- En 1995, il se vit décerner les prix Christoph Martin Wieland et Jane Scatcherd, pour sa traduction (vers l'allemand) d’Os Sertões d'Euclides da Cunha.
- En 2001, il reçut le titre de commandeur de l’Ordre national de la Croix du Sud, la plus haute distinction brésilienne.
- Il fut lauréat en 2012 du prix Martius Staden, en reconnaissance de « ses éminentes prestations en tant que médiateur entre les littératures brésilienne et allemande, par le biais de son activité de longues années comme professeur d’université, de traducteur et de critique littéraire »[3].

## Publications

### Comme auteur et éditeur
- Molières L'Avare: Die Struktur der Konflikte, thèse, éd. Schäuble, Rheinfelden 1979  (ISBN 3-87718-714-5).
- (en tant qu’éditeur, en collaboration avec Ligia Chiappini) : Brasilien, Land der Vergangenheit? TFM, Francfort-sur-le-Main 2000  (ISBN 3-925203-78-8).
- (en tant qu’éditeur, en collaboration avec Angela Mendes de Almeida et Eli Napoleão de Lima) : De Sertões, desertos e espaços incivilizados, éd. Mauad, Rio de Janeiro 2001.

### Traductions
- Euclides da Cunha, Krieg im Sertão (titre port. original Os Sertões[4]), traduction du portugais brésilien, éd. Suhrkamp, Francfort-sur-le-Main 1994,  (ISBN 3-518-40658-2).
- Afonso Henriques de Lima Barreto, Das traurige Ende des Policarpo Quaresma (titre port. original Triste Fim de Policarpo Quaresma), traduction du portugais, éd. Ammann Verlag, Zurich 2001  (ISBN 3-250-10414-0).
- Raduan Nassar, Das Brot des Patriarchen (titre port. original Lavoura Arcaica), traduction du portugais, éd. Suhrkamp, Frankfort-sur-le-Main 2004,  (ISBN 3-518-41615-4).
- Domingo Faustino Sarmiento: Barbarei und Zivilisation. Das Leben des Facundo Quiroga (titre esp. original Civilización y Barbarie), traduction de l’espagnol et annotations, éd. Eichborn, Francfort-sur-le-Main 2007  (ISBN 978-3-8218-4580-7).
- Joaquim Maria Machado de Assis: Tagebuch des Abschieds (titre port. original Memorial de Aires), traduction du portugais, éd. Verlag Friedenauer Presse, Berlin 2009  (ISBN 978-3-932109-55-3).